# دانشگاه سیدنی غربی

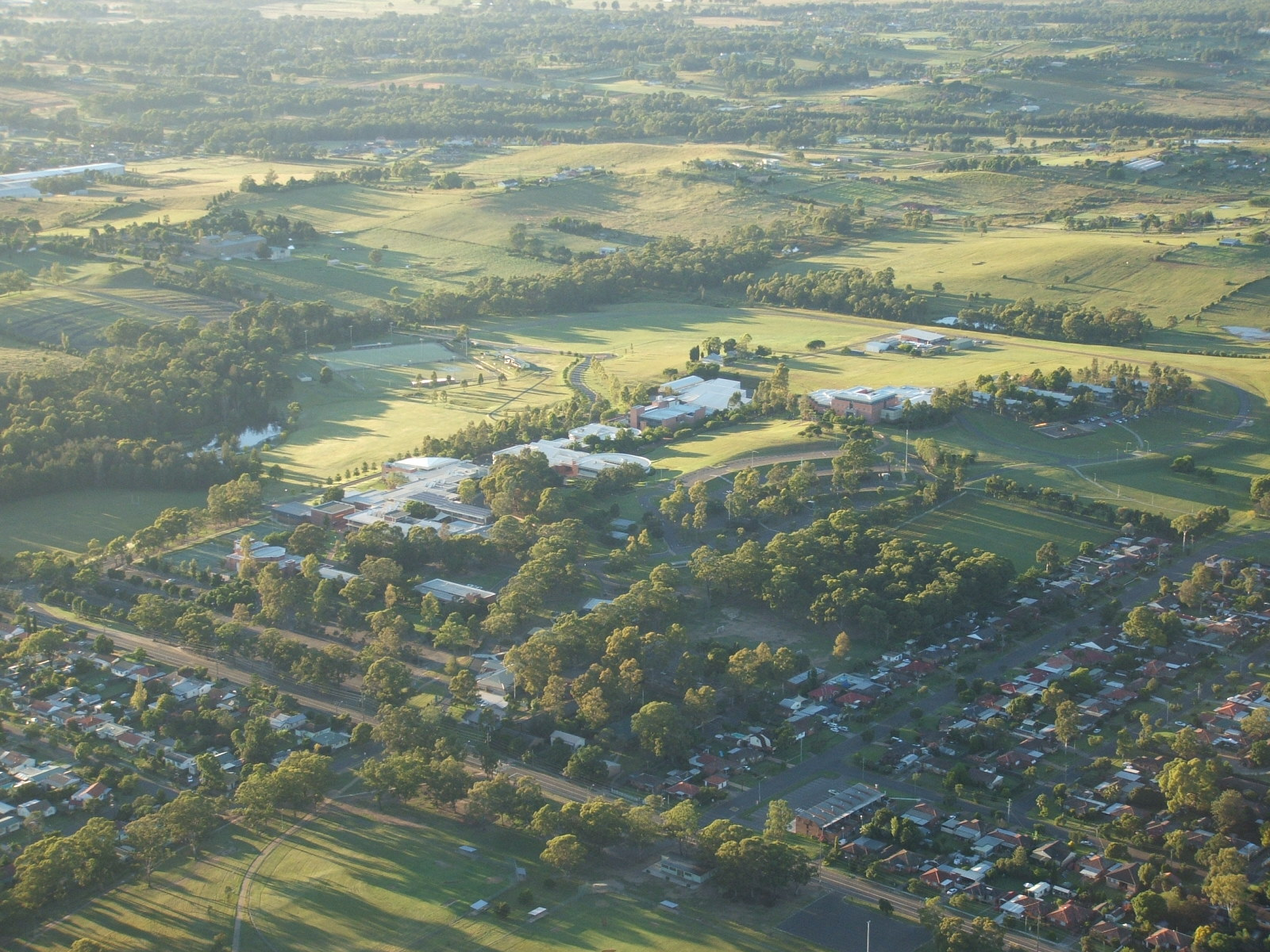
دانشگاه سیدنی غربی

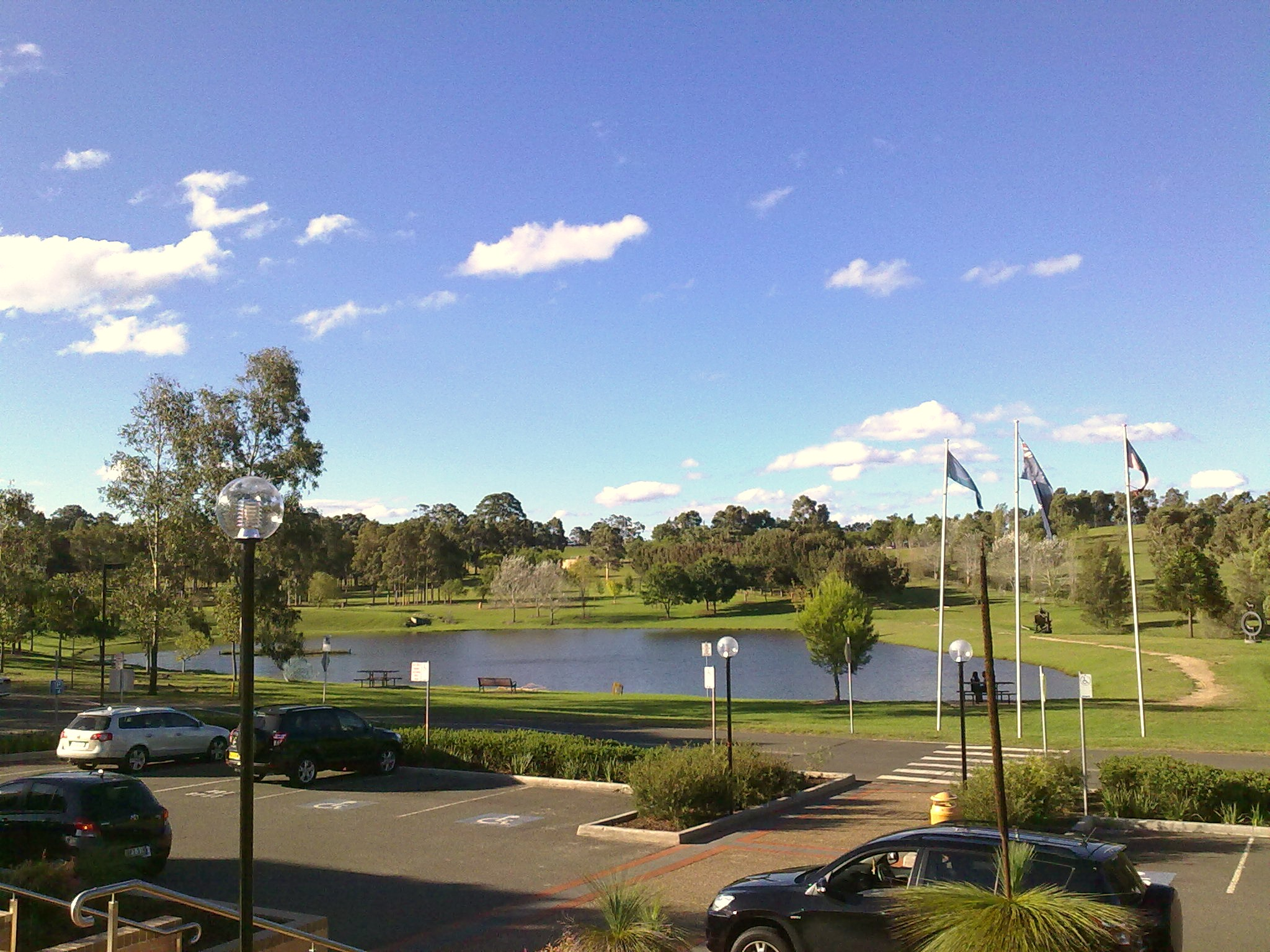
دانشگاه سیدنی غربی

دانشگاه سیدنی غربی (به انگلیسی: Western Sydney University) یک دانشگاه دولتی که شامل چندین محوطه دانشگاهی است در استرالیا و در غرب سیدنی، ایالت نیو سات ولز در استرالیا قرار دارد. طبق رنکینگ QS در سال ۲۰۱۹، این دانشگاه در رتبه ۲۵امین دانشگاه برتر استرالیا و ۵امین دانشگاه برتر در سیدنی قرار دارد. همچنین بر اساس رتبه‌بندی تایمز ۱۹امین دانشگاه برتر استرالیا و جز ۴۰۰ دانشگاه برتر دنیا است.
دانشگاه سیدنی غربی دارای چندین محوطه دانشگاهی است که در آنها مقاطع لیسانس، فوق لیسانس و دکترا در تدریس می‌شود. محوطه‌های دانشگاه در نواحی بلک‌تاون، کمپبلتاون، پاراماتا، پنریت و هاکسبری قرار دارد.

## نگارخانه

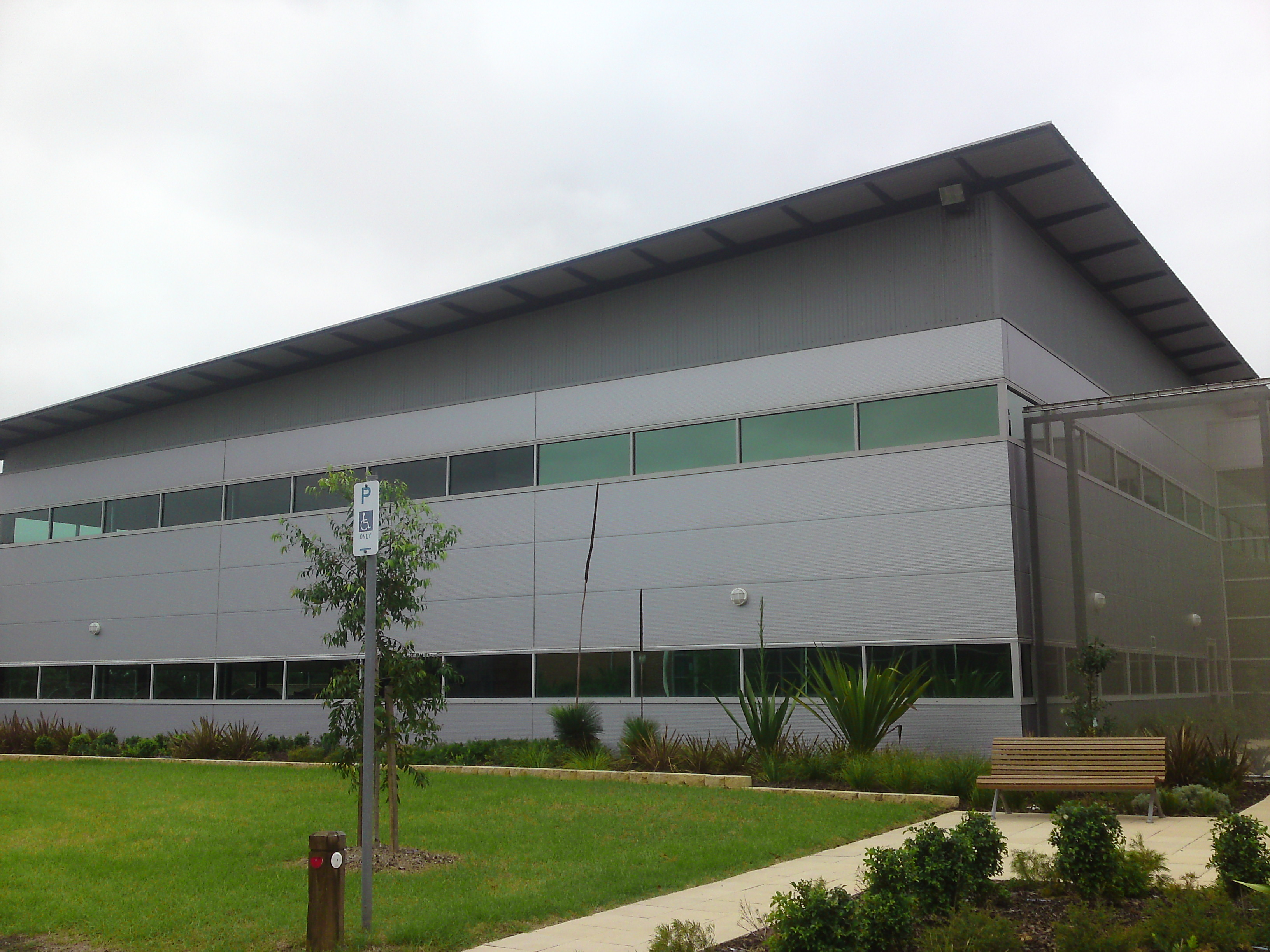
کتابخانه
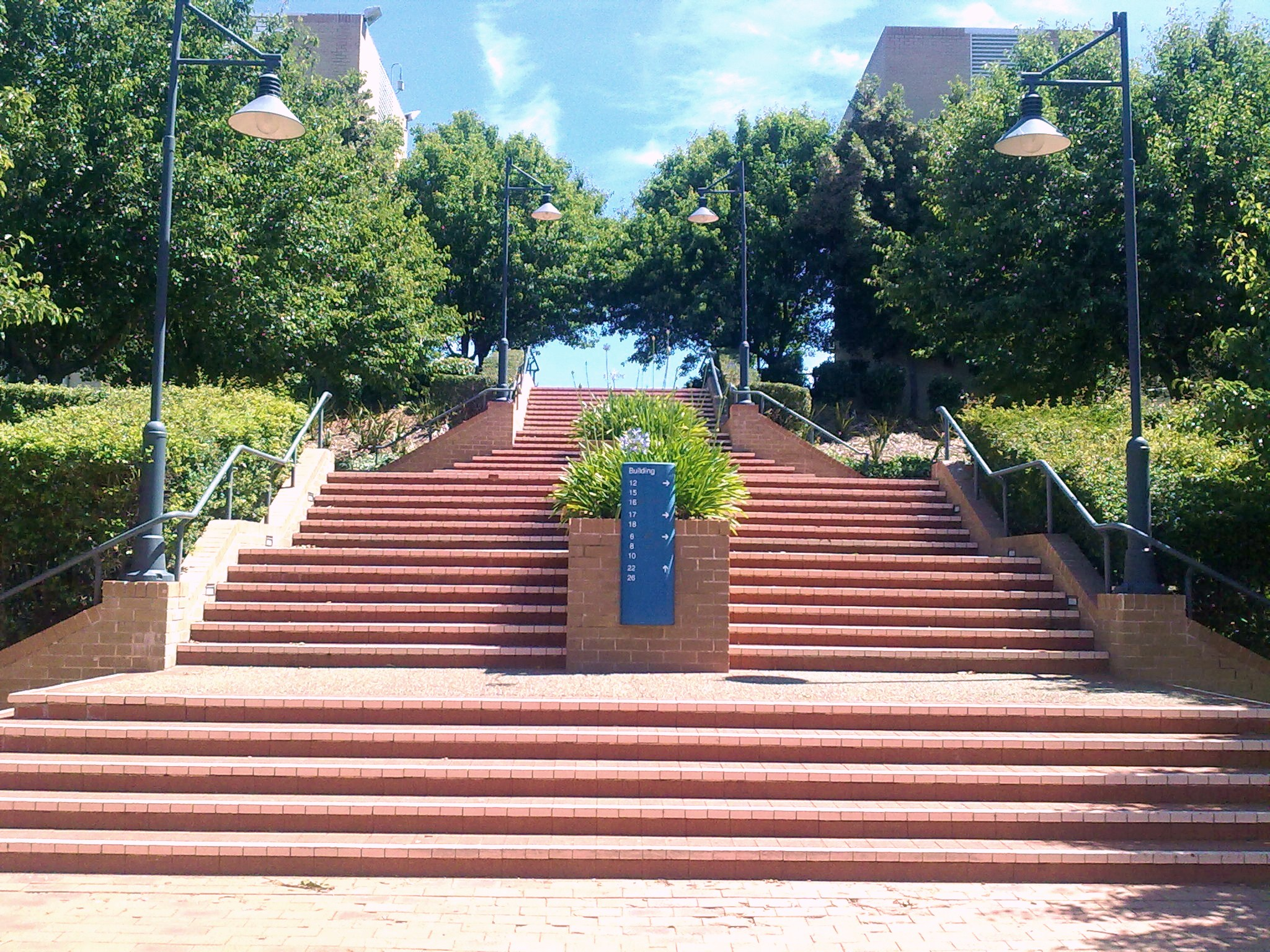
محوطه کمپبلتاون
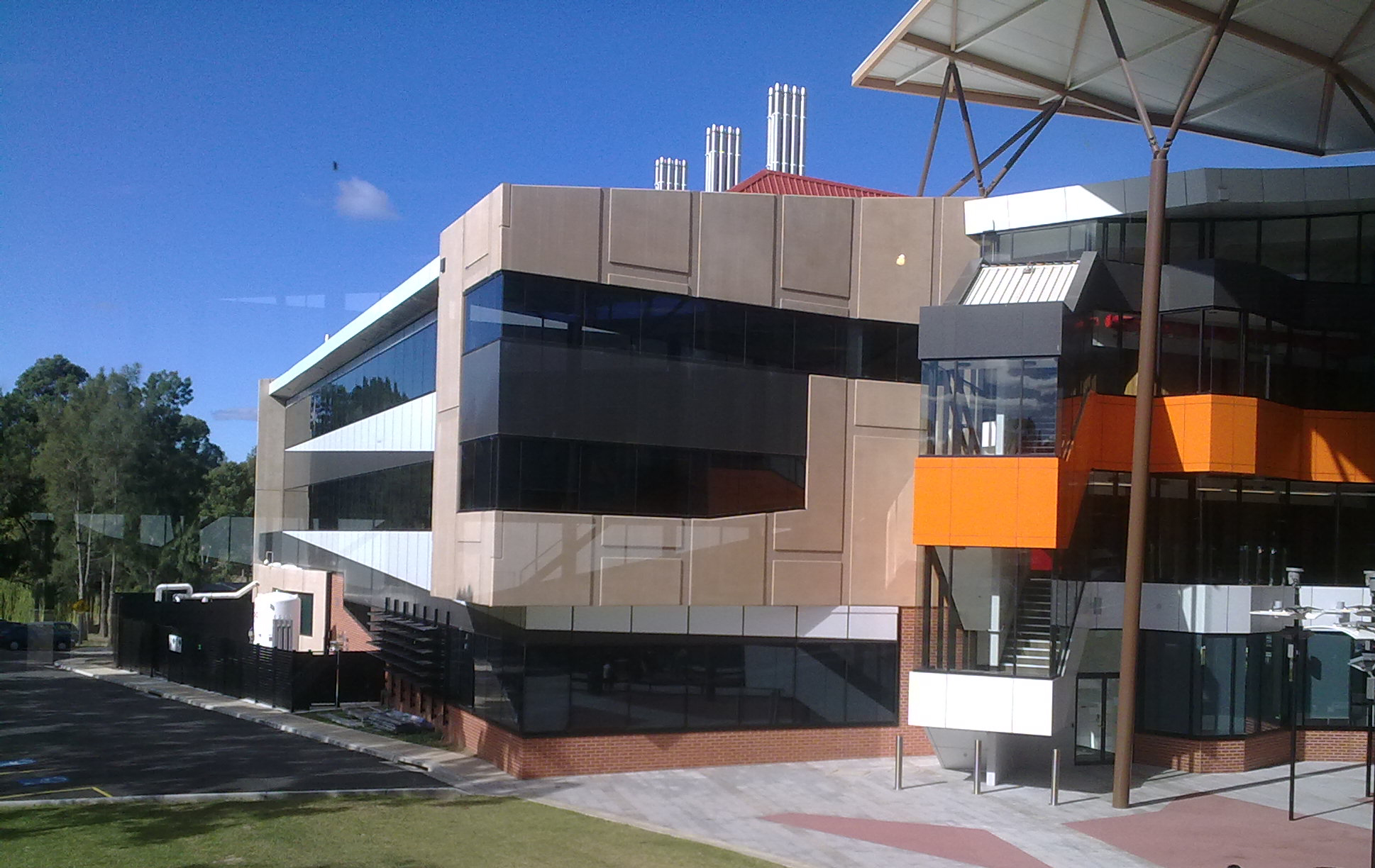
محوطه کمپبلتاون
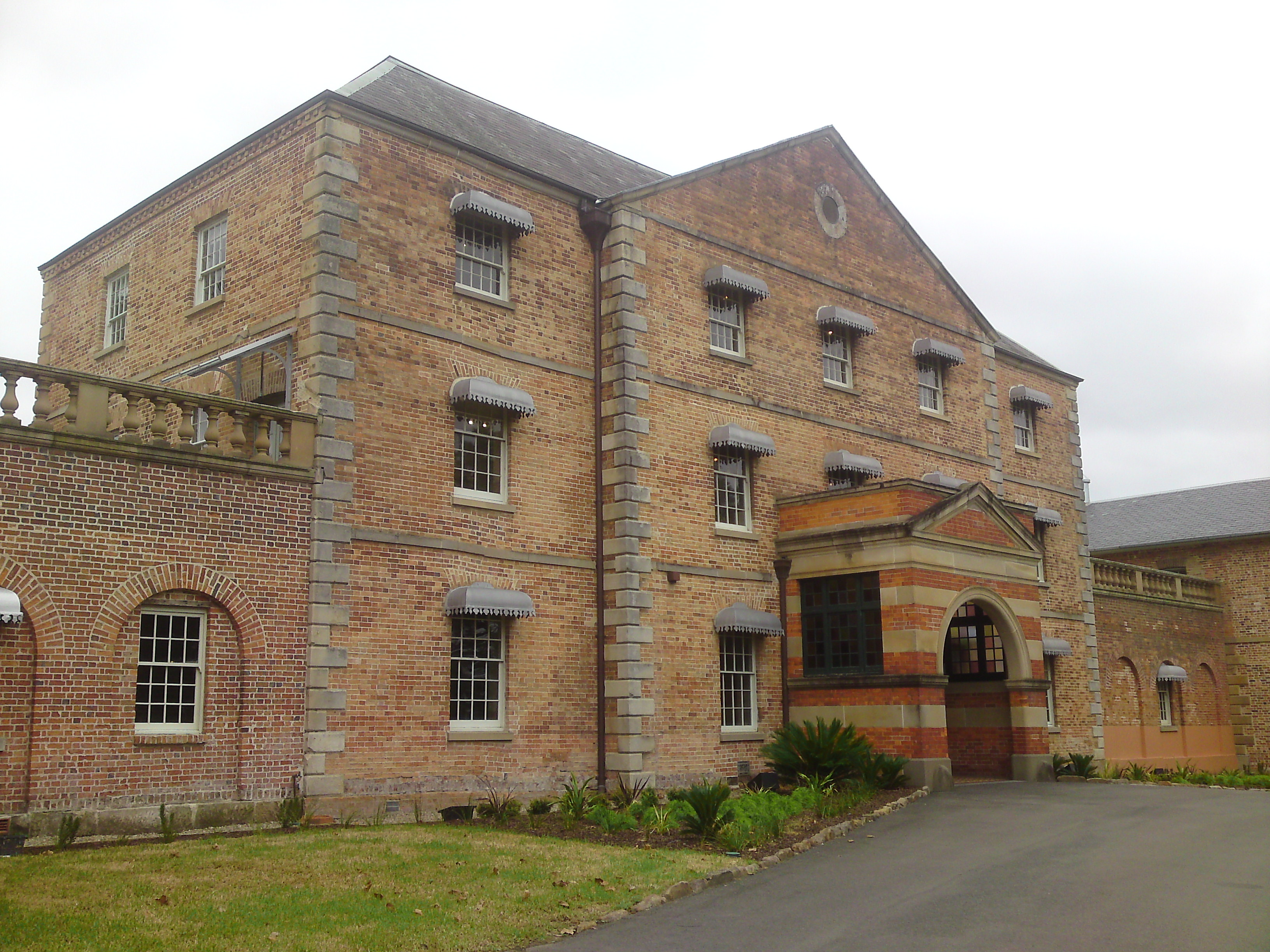
محوطه پاراماتا
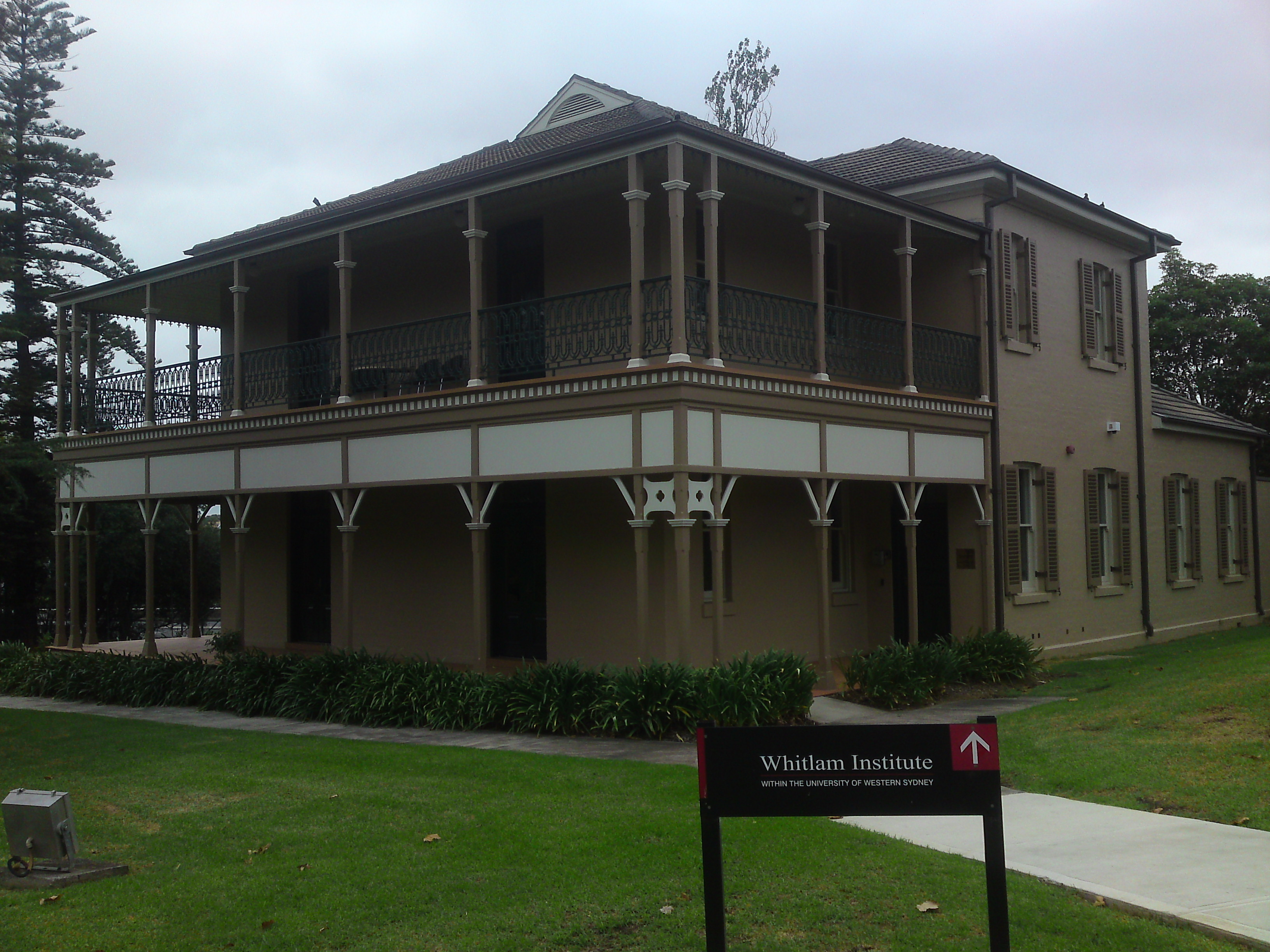
قسمت اداری